# BACH-motief

B A C H

Bach in kruisvorm genoteerd

Het BACH-motief is een muzikale handtekening, en in dit geval de noten Bes, A, C, B. De mogelijkheid om de naam Bach in muzieknoten te spellen komt doordat omdat onze noot Bes in het Duits B heet en de noot B in het Duits H heet.
Het bekendste voorbeeld van het Bach-motief is in het laatste, onvoltooide Contrapunctus in Die Kunst der Fuge (BWV 1080) van Johann Sebastian Bach. Het motief verschijnt bovendien in een aantal van zijn andere muziekstukken, zoals aan het eind van de variaties op Vom Himmel Hoch, BWV 769. Het motief komt ook voor in de Matthäus-Passion, in het deel waar het koor zingt: Wahrlich, dieser ist Gottes Sohn gewesen. In vele stukken worden echter niet de exacte noten B-A-C-H gebruikt, maar een transpositie ervan, bijvoorbeeld een halve toon hoger, of een terts lager.
De aanwezigheid van het motief in de laatste maat van het Kleines harmonisches Labyrinth, BWV 591, wordt niet betekenisvol geacht. Dit werk is wellicht niet eens van Bach, maar mogelijk van Johann David Heinichen. 
Er bestaat nog een fuga in F-majeur, geschreven door een van de zonen van Bach, hetzij Johann Christian Bach of Carl Philipp Emanuel Bach, waarin het motief wordt gebruikt.

## Gebruik door componisten buiten de familie Bach
Het Bach-motief is gebruikt door een aantal componisten, gewoonlijk als eerbetoon aan Johann Sebastian Bach. Het eerste voorbeeld komt voor in een stuk van Jan Pieterszoon Sweelinck— het is mogelijk, maar niet zeker, dat hij het gebruikte als eerbetoon aan een van de voorouders van Johann Sebastian, velen van hen waren namelijk ook musici of componisten.
Pas in de 19e eeuw, toen de interesse voor de oude Bach opnieuw opkwam, werd het motief door verschillende andere componisten gebruikt. Waarschijnlijk omdat Bach het zelf in een fuga gebruikte, wordt het motief door andere componisten vooral gebruikt in fuga's of in andere complexe composities in contrapunt.
Werken waarin het BACH-thema prominent naar voren komt, in chronologische volgorde:
- Ludwig van Beethoven - "WoO 191"[1]
- Christian Heinrich Rinck - Praeludium und Fuga uber B-A-C-H (circa 1820)
- Robert Schumann - Zes Fuga's voor orgel, piano of harmonium, opus 60 (1845)
- Franz Liszt - Fantasie und Fuge über das Thema B-A-C-H, voor orgel (1855, later gearrangeerd voor piano)
- Nikolai Rimsky-Korsakov - Variaties op BACH, voor piano (1878)
- Max Reger - Fantasia and Fugue on B-A-C-H voor orgel (1900)
- Ferruccio Busoni - Fantasia contrappuntistica voor piano (eerste versie uit 1910, latere versies uit 1912 en 1922)
- Julius Röntgen - Symfonie Nr. 19, über B.A.C.H. voor orkest (1931)
- Arthur Honegger - Prélude, Arioso, Fughette voor piano (1932, later gearrangeerd voor strijkorkest)
- Francis Poulenc - Valse-improvisation sur le nom Bach voor piano (1932)
- Anton Webern - Strijkkwartet (1937-38)
- Luigi Dallapiccola - Quaderno musicale di Annalibera (1952)
- Arvo Pärt - Collage van B-A-C-H voor strijkers, hobo, klavecimbel in piano (1964)
- Bertold Hummel - Metamorfoses over B-A-C-H voor orgel en blaasinstrumenten, Op. 40 (1971)
- Alfred Schnittke - Concerto Grosso No. 3 (1985)
- Ron Nelson - Passacaglia (Homage on B-A-C-H) voor blazersensemble (rond 1990)
- Bertold Hummel - Aforismen over B-A-C-H voor slagwerk en strijkers, Op. 105 (2000)

Het motief komt ook nog voor in een aantal andere werken, waaronder Arnold Schoenbergs Variaties voor Orkest (1926-28) en zijn Strijkkwartet Nr. 3 (1927), Krzysztof Penderecki's Lucas Passie, en Johannes Brahms' cadens voor het eerste deel van Beethovens Pianoconcert nr. 4.